# Stari Dvor, Grabštanj
Stari Dvor (nemško Althofen) je naselje v Občini Grabštanj v Okraju Celovec-dežela na Koroškem v Avstriji.